# Doyles Pond
Doyles Pond is een meer van 59 ha in de Canadese provincie Prince Edward Island. Het meer ligt in het uiterste noorden van het eiland en reikt tot vlak aan de oevers van de Saint Lawrencebaai, waarnaar het afwatert via het stroompje Little Tignish Run. 
Doyles Pond ligt bij de plaats St. Felix en is een van de weinige meren in de provincie. Het heeft een 2,5 km lange meanderlengte met daarentegen een gemiddelde breedte van slechts een paar honderd meter.
Opmerkelijk is dat provinciale route 12 via een dijk dwars door het meer gaat. Enkele een kleine uitsparing met brug halverwege zorgt nog voor de verbinding tussen beide meerhelften.